# Heinrich Berner (Münzmeister)
Heinrich Berner (geboren im 14. Jahrhundert; gestorben nach 1438) war ein deutscher Münzmeister. Sein Name ist verbunden mit der im Spätmittelalter einsetzenden eigenständigen Münzprägung der Stadt Hannover.

## Leben
Heinrich Berner war von 1403 bis 1409 als Silberbrenner in Braunschweig tätig. Von 1411 bis 1413 wird er Münzmeister in Braunschweig geführt.
Berners Wirken für Hannover ist eng verknüpft mit dem Bemühen der Stadt Hannover um Loslösung von der Landesherrschaft der Welfen und Erlangung der Reichsfreiheit. Zwar war die Stadt im Spätmittelalter wiederholt Bündnispartner der Hanse und des Sächsischen Städtebundes, erlangte jedoch nicht den Status einer freien Reichsstadt. In dem Bemühen darum  sind die ersten eigenständigen, stadthannoverschen Münzprägungen zu sehen.
Zunächst findet sich ein auf den 5. Mai 1438 datierter Eintrag in das hannoversche Ratsprotokollbuch, der „von einer Anordnung zur Prägung neuer Pfennige berichtet“. Aus demselben Jahr hat sich zudem ein Bericht über die Anstellung des aus Braunschweig kommenden Heinrich Berner erhalten. In beiden Berichten war „von einer Mitwirkung der Ritterschaft [...] keine Rede mehr“, so dass das Jahr 1438 als der Beginn der ersten rein städtischen Münzprägungen angesehen wird, „ohne daß eine formale Münzrechtsverleihung durch den deutschen König Albrecht II. [...] stattgefunden hatte“.
Berner prägte die für die Anfangszeit hannoverscher Münzprägung typischen Hohlpfennige.